# 巴洛夫涅
47°3′26″N 31°53′54″E / 47.05722°N 31.89833°E
巴洛夫涅（烏克蘭語：Баловне）是位於烏克蘭南部尼古拉耶夫州裏尼古拉耶夫區的村莊，始建於1679年，面積2.95平方公里，海拔高度27米，2001年人口2,792，人口密度每平方公里946.4人。